# Garret Hobart
Garret Augustus Hobart (Long Branch, 3 de junho de 1844 – Paterson, 21 de novembro de 1899) foi o 24º vice-presidente dos Estados Unidos, servindo durante a presidência de William McKinley. Ele foi o sexto vice-presidente a morrer no cargo.
Hobart nasceu em Long Branch, Nova Jérsei, crescendo em Marlboro. Depois de estudar na Universidade Rutgers, ele estudou direito com Socrates Tuttle, um proeminente advogado de Paterson, também casando-se com sua filha. Apesar de ter pisado pouco vezes em um tribunal, Hobart tornou-se um rico advogado corporativo.
Ele serviu um vários cargos governamentais estaduais, e então concorreu para um cargo público pelo Partido Republicano, servindo na Assembleia Geral de Nova Jérsei e no Senado de Nova Jérsei. Ele tornou-se o porta-voz da primeira e o presidente da segunda. Hobart era um partidário de longa data, e os representantes de Nova Jérsei foram para a Convenção Nacional Republicana de 1896 determinados a indicá-lo como vice-presidente. Suas visões políticas eram similares as de McKinley, que era o candidato Republicano a presidência. Com Nova Jérsei sendo um importante estado na futura eleição, McKinley e seu conselheiro, futuro senador Mark Hanna, decidiram escolher Hobart. Ele seguiu os mesmos passos de seu running mate e fez campanha sem sair de seu estado, apesar de ter passado algum tempo em Nova Iorque. McKinley e Hobart foram eleitos.
Como vice-presidente, Hobart mostrou-se uma figura popular em Washington, D.C. e um conselheiro próximo a McKinley. Seu bom humor e diplomacia foram muito importantes para o presidente, já que em 1899, Russell A. Alger, Secretário de Guerra, não conseguiu entender que McKinley queria que ele deixasse o cargo. Hobart convidou Alger para sua casa de veraneio em Nova Jérsei, contando a notícia ao secretário, que enviou sua renuncia ao presidente assim que voltou para Washington. Hobart morreu de uma doença cardiovascular em novembro de 1899 com 55 anos de idade; seu lugar na chapa Republicana para a eleição de 1900 foi entregue a Theodore Roosevelt.